# Puntioplites bulu
Puntioplites bulu és una espècie de peix cipriniforme de la família dels ciprínids que es troba des d'Indonèsia fins a Cambodja i la Tailàndia peninsular.
Els mascles poden assolir els 35 cm de longitud total.